# Михеев, Юрий Викторович
Юрий Викторович Михеев (р. 1946, РСФСР) — доцент НГУ, кандидат педагогических наук (2008), преподаватель, зам. зав. каф. математики, завуч СУНЦ НГУ им. акад. М. А. Лаврентьева. Автор и соавтор ряда учебников и учебных пособий по преподаванию математики для средней школы. В составе творческих коллективов лауреат Премии Президента РФ в области образования (2000) и Премии Правительства РФ в области образования (2008).

## Биография
После успешного участия в школьной олимпиаде по математике был приглашён и учился в физико-математической школе при НГУ (ныне СУНЦ НГУ им. акад. М. А. Лаврентьева) в 1963—1964 гг.
Выпускник мехмата (ММФ) НГУ 1969 г., группа 411.
Длительное время трудится в СУНЦ НГУ им. акад. М. А. Лаврентьева: преподаватель, зам. зав. каф. математики, завуч (1975—1987), начальник учебного отдела СУНЦ, доцент кафедры математических наук,,.
Также заведовал лабораторией Института педагогических исследований одарённости детей Российской академии образования (этот институт существовал в 2007—2018 годах).
В 2008 г. под руководством проф. А. А. Никитина защитил в ОмГПУ диссертацию «Научно-методические основы разработки школьного многоуровневого математического образования в контексте развития математической одарённости детей : на примере изучения геометрии» на звание кандидата педагогических наук (13.00.02).
Юрий Викторович также много внимания уделяет созданию учебников и учебно-методических пособий по изучению математики как для самого СУНЦ, так и для средней школы. Он является автором и соавтором целого ряда книг и статей по данному направлению, в том числе принял участие под рук. акад. РАН В. В. Козлова и акад. РАО А. А. Никитина в создании учебников по математике для 5-9 классов средней школы, вошедших в Федеральный перечень учебников по данному направлению (см. библиографию).
Научно-педагогическая деятельность Ю. В. Михеева получила высокую оценку: в составе творческих коллективов он был удостоен в области образования Премии Президента РФ (2000) и Премии Правительства РФ (2008).

## Награды и премии
- Премия Президента Российской Федерации в области образования за 2000 год за создание цикла трудов «Новые направления во взаимодействии средней и высшей школы в математическом образовании (инновационные разработки)» для учебных заведений среднего и высшего образования (награждён коллектив в составе: проф. А. А. Никитин, проректор-директор СУНЦ НГУ; сотрудники этого центра: Александр Сергеевич Марковичев, к.ф.-м.н., проф.; Андрей Анатольевич Мальцев, к.ф.-м.н.; Вацлав Вацлавович Войтишек, доцент, Юрий Викторович Михеев, доцент; а также профессора Новосибирского государственного университета: Владимир Сергеевич Белоносов, д.ф.-м.н., Тадей Иванович Зеленяк, д.ф.-м.н., Дмитрий Матвеевич Смирнов, д.ф.-м.н.).[1]
- Премия Правительства Российской Федерации в области образования — за цикл трудов «Становление математической культуры в высшей школе в единстве теории и практики» для образовательных учреждений высшего проф. обр. — 2008 год — (совместно с Журавлёвым Ю. И., Вялым М. Н., Никитиным А. А., Коноваловым А. Н., Флёровым Ю. А.)[2]

### Монографии
- Математика: теория и практика. Ч. 1 / А. А. Никитин, Ю. В. Михеев; Новосиб. гос. ун-т. Специализир. учеб.-науч. центр. — Новосибирск : Изд-во ИДМИ, 2001. — 245 c.
- Системный подход в обучении математике одарённых детей (на примере изучения геометрии) / Ю. В. Михеев; под ред. А. А. Никитина ; РАО, Ин-т пед. исследований одарённости детей. — Новосибирск : Изд-во Ин-та пед. исследований одарённости детей, 2008. — 231 с.; ISBN 978-5-91650-001-1
- Варианты выпускных экзаменов по математике СУНЦ НГУ : учеб. пос. / А. А. Никитин, Ю. В. Михеев, И. Б. Ляпунов; Минобрнауки РФ, Новосибирский гос. ун-т, СУНЦ ун-та. — Новосибирск : РИЦ НГУ, 2016. — 83 с.; ISBN 978-5-4437-0556-9 : 800 экз.
  - Изд. 2-е, испр. и доп. — Новосибирск : ИПЦ НГУ, 2017. — 90 с.; ISBN 978-5-4437-0661-0 : 400 экз.
- Нестандартные задачи по геометрии : метод. пос. / Т. Е. Булгакова, Ю. В. Михеев; Миннауки и ВО РФ, Новосибирский гос. ун-т, Спец. учеб.-науч. центр. — Новосибирск : ИПЦ НГУ, 2019. — 67 с.; ISBN 978-5-4437-0966-6 : 150 экз.
- Геометрия квадрата и куба : монография / Ю. В. Михеев; Миннауки и ВО РФ, Новосибирский гос. ун-т, Специализир. учеб.-науч. центр. — Новосибирск : ИПЦ НГУ, 2019. — 84 с.; ISBN 978-5-4437-0972-7 : 300 экз.

### Учебники и учеб. пособия для средней школы
- Математика: учебник для 5 класса общеобразовательных организаций / А. А. Никитин, В. В. Козлов, В. С. Белоносов, А. А. Мальцев, А. С. Марковичев, Ю. В. Михеев, М. В. Фокин. М.: Русское слово, 2021 (Федеральный перечень 2020)
- Математика: учебник для 6 класса общеобразовательных организаций /  В. В. Козлов, А. А. Никитин, В. С. Белоносов, А. А. Мальцев, А. С. Марковичев, Ю. В. Михеев, М. В. Фокин. М.: Русское слово, 2019 (Федеральный перечень 2020)
- Книга для учителя к учебнику «Математика». 6 класс. / В. В. Козлов, А. А. Никитин, В. С. Белоносов, А. А. Мальцев, А. С. Марковичев, Ю. В. Михеев, М. В. Фокин. М.: Русское слово, 2013
- Математика: алгебра и геометрия: учебник для 7 класса общеобразовательных организаций / В. В. Козлов, А. А. Никитин, В. С. Белоносов, А. А. Мальцев, А. С. Марковичев, Ю. В. Михеев, М. В. Фокин. М.: Русское слово, 2021 (Федеральный перечень 2020)
- Математика: алгебра и геометрия: учебник для 8 класса общеобразовательных организаций / В. В. Козлов, А. А. Никитин, В. С. Белоносов, А. А. Мальцев, А. С. Марковичев, Ю. В. Михеев, М. В. Фокин. М.: Русское слово, 2019 (Федеральный перечень 2020)
- Математика: алгебра и геометрия: учебник для 9 класса общеобразовательных организаций / В. В. Козлов, А. А. Никитин, В. С. Белоносов, А. А. Мальцев, А. С. Марковичев, Ю. В. Михеев, М. В. Фокин. М.: Русское слово, 2020
- А также рабочие тетради к данным учебникам (в том же изд-ве)[9]

### Диссертация
- Михеев, Юрий Викторович. Научно-методические основы разработки школьного многоуровневого математического образования в контексте развития математической одарённости детей : на примере изучения геометрии : диссертация … кандидата педагогических наук : 13.00.02 ; [Место защиты: Ом. гос. пед. ун-т]. — Новосибирск, 2008. — 167 с. : ил.[8]

### Статьи
- Его статьи в РИНЦ.